# فيكتور كومان
فيكتور كومان (بالإنجليزية: Victor Koman)‏ (1954)؛ روائي أمريكي.

## روابط خارجية
- فيكتور كومان على موقع IMDb (الإنجليزية)